# Joseph-Antoine Raymond
Pour les articles homonymes, voir Raymond.
Joseph-Antoine Raymond (Saint-Denis-de-Kamouraska, Canada, 22 septembre 1902 - Notre-Dame-du-Lac, Canada, 28 avril 1975) est un médecin et  homme politique québécois. Il a été le député de la circonscription de Témiscouata pour l'Union nationale de 1952 à 1966.